# André Kahane
Pour les articles homonymes, voir Kahane.
André Bernard Kahane est un physicien français, auteur de livres pour la jeunesse et spécialiste du jeu de go, né le 14 novembre 1929 à Bois-Colombes et mort le 7 août 2021 à La Tronche (Isère).

## Biographie
André Kahane fut élève du lycée Henri-IV, puis entra à l'École normale supérieure de la rue d'Ulm en 1950. Il obtint les licences de sciences physiques et de mathématiques en 1952, son diplôme d'études supérieures en 1953, puis l'agrégation de sciences physiques en 1954. 
Il fut ensuite assistant et chef de travaux à la Faculté des sciences de Paris, maître assistant à la Faculté des sciences de Grenoble en 1961, docteur d'État en sciences physiques en 1962, maître de conférences en 1965 puis professeur d'université en 1972. Il poursuivit sa carrière comme enseignant de physique à l’Université de Grenoble, ainsi qu'à l’IUFM et à l’École normale d’instituteurs de Privas, en Ardèche, jusqu’à sa retraite en 1994. Il a eu aussi une activité de chercheur, ainsi qu'un long parcours militant et syndical. 
Depuis 1950, il est membre du Parti communiste français, et l'est toujours en 2011. Il a été conseiller municipal de la Tronche, en Isère, de 1983 à 1989. 
Par ailleurs, spécialiste du jeu de go, il participe à des animations dans des collèges en Isère, organisées par la Fédération française de Go.

## Famille
André Kahane est le fils du biochimiste Ernest Kahane et de l'ingénieur chimiste Marcelle Wurtz. Il est le frère du mathématicien Jean-Pierre Kahane, ainsi que du cinéaste Roger Kahane. 
Il a épousé en 1955 Josette Paillous, élève de l'ENS sciences (1951), avec laquelle il a eu quatre enfants, Claudine, Jacqueline, Philippe et Frédéric.

## Publications scientifiques
- Study of dynamical model of ice lattice in order to interpret the low frequency Raman spectrum, 1969.
- Utilisation d'un amplificateur de luminance en spectroscopie Raman, 1966.
- Calcul de la polarisabilité électronique des ions dans les cristaux de symétrie non cubique, 1963.
- Représentation des propriétés dynamiques de la glace par des modèles simples : rôle de la liaison hydrogène, 1963.
- Les ondes de polarisation dans les solides, 1963[5].
- Recherches expérimentales et théoriques sur les propriétés optiques et la structure de la glace, thèse de sciences physiques, Paris, 1962.

## Publications littéraires
- Jules, Coralie, Carole et leurs amis, Mon petit éditeur, 2010.
- L'eau, la parole et le président, Paris, éditions Thélès, 2011.